# Nils G. Brink

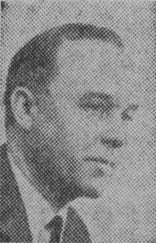
Nils_G._Brink

Nils Gustav Brink, född 29 januari 1912 i Stockholm, död 11 september 1983 i Sydney i Australien, var en svensk arkitekt.
Brink utexaminerades från Kungliga Tekniska högskolan 1936 och bedrev egen arkitektverksamhet från 1937. Han var ordförande i Örebro ingenjörsklubb 1952–1954, Örebro byggnadsförening 1957–1958, styrelseledamot i Svenska Arkitekters Riksförbund och ordförande i Mellansveriges arkitektförening 1949–1955. Han ritade bland annat Karlskoga, Örebro, Falköpings och Falu lasarett, Mellringe sjukhus, Kvinnersta lantmannaskola, Degerfors medborgarhus och ålderdomshem, Laxå kronikerhem, Lidköpings sjuksköterskeskola, Karlskoga kommunalhus och Eklundens folkskola. Han skrev artiklar i sjukhusfrågor.